# Fédération d'Allemagne de baseball
Pour les articles homonymes, voir DBV.
La Fédération d'Allemagne de baseball et softball (Deutscher Baseball und Softball Verband e.v. en allemand - DBV) est l'instance gérant le baseball et le softball en Allemagne. Fondée en 1950, elle est membre de l'IBAF depuis 1976.
La DBV gère notamment la Baseball Bundesliga et l'Équipe nationale, médaillée de bronze au Championnat d'Europe 2010.

## Histoire
Malgré des démonstrations dès 1909, le premier succès populaire rencontré par le baseball moderne en Allemagne remonte aux Jeux olympiques de 1936 à Berlin. Près de 120 000 spectateurs assistent aux matchs d'exhibition qui donnent envie aux allemands de pratiquer ce nouveau sport. Malheureusement, la Seconde Guerre mondiale met assez rapidement un terme à cet élan.
Après la guerre et toujours sous l'influence des États-Unis, dont de nombreux soldats stationnent dans le pays, la pratique se développe via les German Youth Activities. Un championnat est alors organisé par les américains à travers les diverses casernes et compagnies militaires. Le baseball rencontre un succès probant chez les jeunes dans le pays en pleine reconstruction. Le nombre d'équipes grimpe à 140 en 1948. Le premier club, les Frankfurt Juniors, est fondé cette année.
La fédération est créée en 1950 sous le nom de Amateur Baseball Föderation Deutschland. L'Allemagne fait partie des cinq membres fondateurs de la Confédération européenne de baseball (CEB) en 1953. La fédération régit désormais la pratique du baseball dans le pays et met notamment en place un championnat national dès 1952, la 1. Bundesliga.
Après une période de creux dans les années 1970, l'essor de la pratique, à l'instar d'autres pays européens, est important dans les années 1980. La fédération prend le nom de Deutsche Baseball und Softball Verband et voit son nombre de clubs et de licenciés augmenter. Parallèlement, les dirigeants du baseball allemand se font plus présents dans les instances européennes. Martin Miller, président de la DBV de 1988 à 2001, devient vice-président de la CEB en 1998 puis président en 2005. Réélu en 2009, il est un moteur des candidatures de l'Allemagne pour recevoir un tour de la Coupe du monde de baseball 2009 ainsi que le Championnat d'Europe 2011 où l'Allemagne remporte sa première médaille de bronze depuis 1975. Sous sa présidence, le nombre de licenciés passe de 2 000 en 1989 à 23 000 en 2005, faisant de l'Allemagne l'un des contingents les plus importants de pratiquants de baseball en Europe.
Depuis les années 2000, le pays est doté d'infrastructures performantes et l'équipe nationale s'est qualifiée pour les Coupes du monde 2007 et 2009. De plus en plus de jeunes allemands signent des contrats avec des franchises de la Ligue majeure de baseball aux États-Unis, preuve de la vitalité du baseball allemand.
Depuis 2022, une coopération a été par exemple lancée entre la fédération de baseball et le site wett-bonus.com.

## Temple de la renommée
La DBV se dote d'un temple de la renommée du baseball allemand en 1994, sur le modèle du Temple de la renommée du baseball américain. Il récompense des joueurs, entraineurs et dirigeants ayant contribué au développement de la pratique sur le territoire allemand.
Roland Hoffmann est le premier élu en 1994, rejoint ensuite par Stephen Jäger, Martin Helmig, Martin Miller, Peter Budny, Hans-Norbert Jäger, Clas T. et Jürgen C. Helmig, Jan van den Berg, Walter Schmid, Martina Dobler, Claudia Effenberg et Sandra Knüttel.